# فينس مارتن (مغني)
فينس مارتن (بالإنجليزية: Vince Martin)‏ هو مغني أمريكي، ولد في 17 مارس 1937، وتوفي في 6 يوليو 2018 في نيويورك في الولايات المتحدة.

## وصلات خارجية
- فينس مارتن على موقع IMDb (الإنجليزية)
- فينس مارتن على موقع ميوزك برينز (الإنجليزية)
- فينس مارتن على موقع ديسكوغز (الإنجليزية)